# Alois Schwartz
Alois Schwartz (* 28. März 1967 in Nürtingen) ist ein deutscher Fußballtrainer und ehemaliger -spieler.

## Spielerkarriere
Alois Schwartz begann seine Profikarriere als Fußballspieler bei den Stuttgarter Kickers, wo er von 1985 bis 1993 spielte. Mit den Kickers gelang ihm 1988 und 1991 der Aufstieg in die Bundesliga, jedoch stieg die Mannschaft jeweils in der darauf folgenden Saison wieder ab. Insgesamt bestritt der Mittelfeldspieler für den Verein 169 Spiele in der 1. und 2. Bundesliga und erzielte dabei zwölf Tore. 1993 wechselte Schwartz zurück in die Bundesliga zum MSV Duisburg, wo er in den folgenden zwei Jahren nochmals 34 Erstligaspiele bestritt. Danach spielte er jeweils ein Jahr bei Rot-Weiss Essen, dem SV Waldhof Mannheim und dem FC 08 Homburg. Von 1998 bis 2002 spielte er schließlich beim SC Pfullendorf, bevor er seine aktive Karriere in Österreich beim FC Hard, damals in der drittklassigen Regionalliga West aktiv, ausklingen ließ.
Insgesamt bestritt Schwartz 85 Bundesligaspiele, in denen er vier Tore erzielte. In der 2. Bundesliga kam er auf 127 Einsätze und zehn Tore.

## Trainerkarriere
Am 9. Oktober 2002 wurde Alois Schwartz Co-Trainer von Michael Feichtenbeiner beim Regionalligisten FC Rot-Weiß Erfurt. Nach der Entlassung Feichtenbeiners am 10. April 2003 war er für drei Monate Cheftrainer bei den Thüringern. Nach der Verpflichtung von René Müller rückte er wieder ins zweite Glied zurück, wo er mit dem Verein den Aufstieg in die 2. Bundesliga erreichte. Nach dem Abstieg aus der 2. Bundesliga im Jahr 2005 verließ Alois Schwartz den Verein und trat beim Oberligisten Wormatia Worms den Posten des Cheftrainers an. Im Dezember 2006 erhielt Schwartz die Fußball-Lehrer-Lizenz.
Ab dem 1. Januar 2007 war er Trainer der zweiten Mannschaft des 1. FC Kaiserslautern, die er in der Regionalliga Süd auf dem 18. Tabellenplatz mit 17 Punkten Rückstand auf einen Nicht-Abstiegsplatz übernahm. In den restlichen 14 Saisonspielen konnte er allerdings nur noch drei weitere Punkte einfahren, sodass das Team am Ende der Saison in die Oberliga Südwest abstieg. Nach dem direkten Wiederaufstieg spielte Schwartz’ Mannschaft seit 2008 in der Regionalliga West. Nachdem Milan Šašić am 4. Mai 2009 vom 1. FC Kaiserslautern entlassen worden war, übernahm Schwartz bis zum Ende der Saison Šašićs Aufgabe als Trainer der ersten Mannschaft der Lautrer. In der darauffolgenden Sommerpause wurde Marco Kurz als neuer Trainer verpflichtet und Schwartz trainierte danach wieder die zweite Mannschaft des FCK. Im Februar 2011 wurde sein Vertrag bis 30. Juni 2012 verlängert.
Am 10. September 2012 verpflichtete der FC Rot-Weiß Erfurt Schwartz als neuen Cheftrainer. Sein Engagement bei den Erfurtern endete trotz des Klassenerhaltes im Mai 2013.
Zur Saison 2013/14 wurde Schwartz neuer Trainer des SV Sandhausen.
Aufgrund des erfolgreichen Klassenerhalts und eines Achtungserfolgs in der Saison 2013/2014 (Tabellenplatz 12 – punktgleich mit dem Tabellenplatzierten 9.) wurde der Vertrag mit Schwartz vor der Saison 2014/2015 um ein Jahr, bis zum 30. Juni 2016, verlängert. Im Oktober 2015 wurde der Vertrag erneut verlängert, er sollte bis zum 30. Juni 2018 laufen.
Zur Saison 2016/17 wechselte Schwartz zum Ligakonkurrenten 1. FC Nürnberg, er trat dort die Nachfolge von René Weiler an. Nach drei torlosen Niederlagen in Folge wurde am 7. März 2017 seine Entlassung bekannt gegeben.
Am 29. August 2017 unterschrieb Schwartz beim Drittligisten Karlsruher SC einen bis zum 30. Juni 2019 datierten Vertrag. Dort trat er die Nachfolge von Marc-Patrick Meister an. Tatsächlich sorgte er beim als Aufstiegsfavorit gestarteten Verein für die erwünschte Kehrtwende. So führte Schwartz die Mannschaft von Platz 16 auf den Relegationsrang 3 und stellte einen Ligarekord mit 21 Ligaspielen ohne Niederlage auf. In der Relegation zum Aufstieg in die 2. Fußball-Bundesliga musste sich die Mannschaft gegen den Zweitligisten FC Erzgebirge Aue erst im Rückspiel mit 1:3 (Hinspiel 0:0) geschlagen geben. In der darauf folgenden 3. Liga Saison 2018/2019 feierte der Karlsruher SC unter Schwartz noch vor der Winterpause die Herbstmeisterschaft und schließlich am 37. Spieltag den Aufstieg in die 2. Liga. Nach zwanzig absolvierten Spielen in der Zweitligasaison 2019/20 beurlaubte der KSC Schwartz nach einer Serie von vier Niederlagen und dem Absturz auf einen direkten Abstiegsplatz.
Am 22. September 2021 kehrte Schwartz zum SV Sandhausen zurück und löste das Cheftrainer-Duo Gerhard Kleppinger und Stefan Kulovits ab. Die Mannschaft war zuvor mit einem Sieg, einem Unentschieden und fünf Niederlagen in die Saison 2021/22 gestartet und stand auf dem 16. Platz. Nachdem Schwartz den SV Sandhausen von den Abstiegsrängen geführt hatte und mit ihm zu einem der besten Rückrundenteams geworden war, wurde sein Vertrag im April 2022 bis zum Sommer 2024 verlängert. Die Saison schloss man schließlich mit 41 Punkten auf dem 14. Platz ab, wobei der Vorsprung auf den Relegationsplatz 9 Punkte und auf einen direkten Abstiegsplatz 15 Punkte betrug. Die Hinrunde der Saison 2022/23 beendete die Mannschaft jedoch mit 16 Punkten auf dem letzten Platz. Zum Beginn der Rückrunde folgten ein Sieg und drei Niederlagen in Folge. Daher wurde Schwartz im Februar 2023 freigestellt. Der SV Sandhausen stand noch immer auf dem letzten Platz, hatte aber nur einen Punkt Rückstand auf den Relegationsplatz bzw. 2 Punkte Rückstand auf einen Nicht-Abstiegsplatz.
Etwas über einen Monat später übernahm Schwartz den Ligakonkurrenten Hansa Rostock, bei dem er einen Vertrag bis zum Saisonende unterschrieb und nach Jens Härtel sowie Patrick Glöckner zum dritten Cheftrainer in dieser Spielzeit wurde. Die Mannschaft stand nach nur einem Sieg aus den bisherigen 8 Rückrundenspielen mit 25 Punkten auf dem 17. Platz und war punktgleich mit dem ersten Nicht-Abstiegsplatz. Schwartz führte die Kogge mit fünf Siegen und einem Unentschieden aus neun verbliebenen Partien aus der Abstiegszone und  letztlich zum Klassenerhalt. Im Anschluss verlängerte Hansa die Zusammenarbeit mit Trainer Schwartz um zwei weitere Jahre bis 2025. Nachdem der Klub am 16. Spieltag der Saison 2023/24 auf den Relegationsplatz zur 3. Liga abgerutscht war, wurde Schwartz am 13. Dezember 2023 freigestellt.
Ende April 2025 übernahm Schwartz den Drittligisten 1. FC Saarbrücken als Nachfolger des Managers Rüdiger Ziehl, der seit Oktober 2022 in Personalunion auch Cheftrainer gewesen war. Die Mannschaft stand vier Spieltage vor dem Ende der Saison 2024/25 mit 56 Punkten auf dem 4. Platz und hatten zwei Punkte Rückstand auf den Relegationsplatz und sechs Punkte Rückstand auf einen Aufstiegsplatz, hatte aus den letzten sieben Spielen jedoch nur fünf Punkte geholt.